# Vallsta
Vallsta is een plaats in de gemeente Bollnäs in het landschap Hälsingland en de provincie Gävleborgs län in Zweden. De plaats heeft 280 inwoners (2005) en een oppervlakte van 69 hectare.

## Verkeer en vervoer
Bij de plaats loopt de Riksväg 83.
De plaats heeft een station aan de spoorlijn Ånge - Storvik.